# LeRoy Neiman
LeRoy Neiman (ur. 8 czerwca 1921 w Saint Paul, w Minnesocie USA, zm. 20 czerwca 2012 w Nowym Jorku) – amerykański artysta, malarz.
LeRoy Neiman tworzył półabstrakcyjne obrazy i sitodruki sportowców, igrzysk sportowych oraz innych tematów powiązanych z kulturą masową. Studiował w Art Institute of Chicago, gdzie później uczył. Jego pracownia znajdowała się w Nowym Jorku.